# St-Léon (Saint-Léon-sur-Vézère)

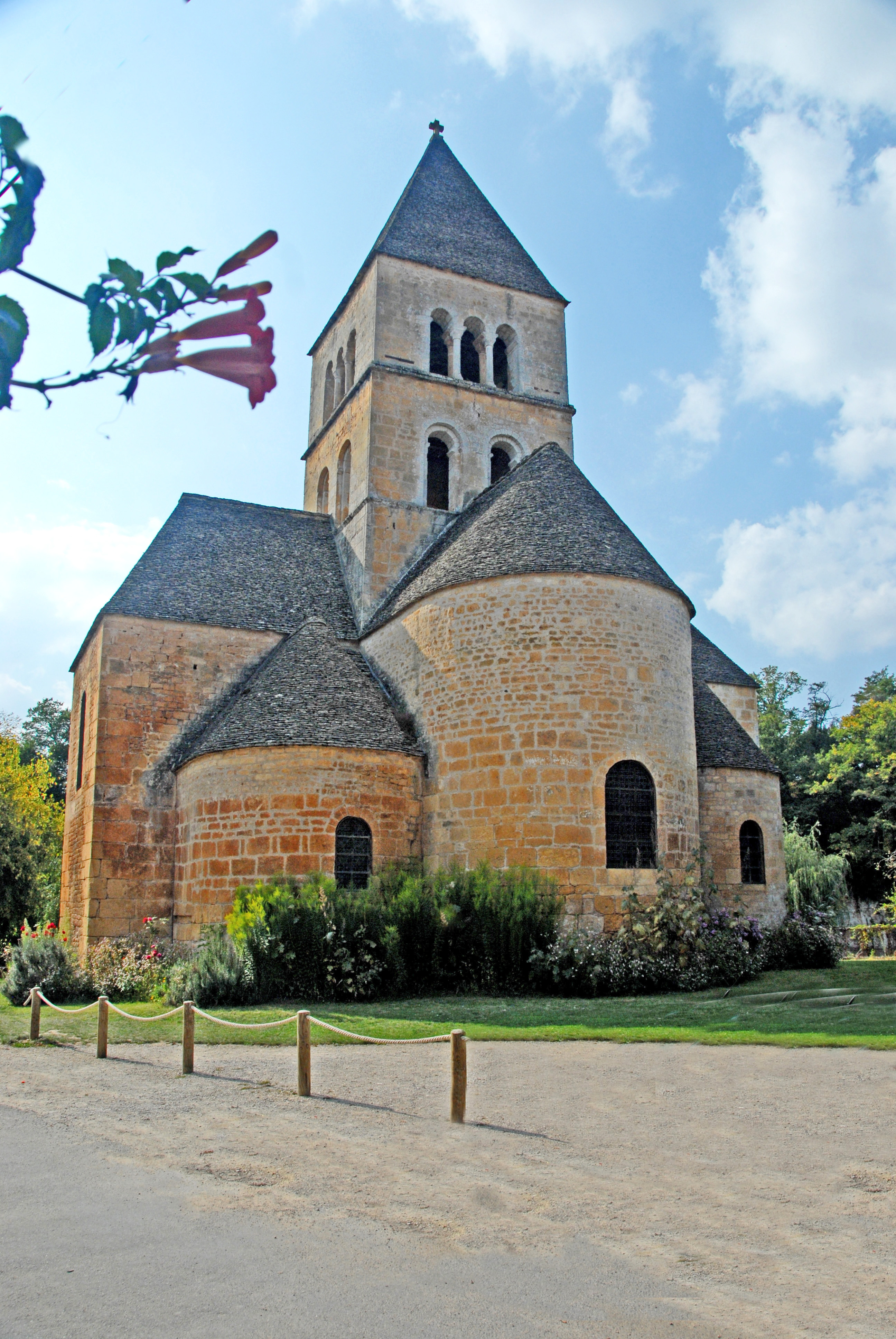
Saint-Léon-sur-Vézère, Chorhaupt von S-O

Die Pfarrkirche Saint-Léon befindet sich im französischen Dorf Saint-Léon-sur-Vézère in der Région Nouvelle-Aquitaine, im Département Dordogne, ungefähr 20 km nordwestlich von Sarlat, und 8 km südwestlich der berühmten Höhle von Lascaux, unmittelbar am Ufer der Vézère. Sie ist bekannt als eine der schönsten romanischen Kirchen im Périgord.

## Geschichte
In der Kirche hat man bei archäologischen Untersuchungen in den 1960er-Jahren die Fundamente von gallo-römischen Bauwerken und vorchristlichen Bestattungen ergraben. Es handelte sich dabei vermutlich um Reste einer antiken Villa rustika.
Noch in der frühromanischen Epoche des 10. Jahrhunderts wurde das Hauptschiff ohne Steinwölbung errichtet.

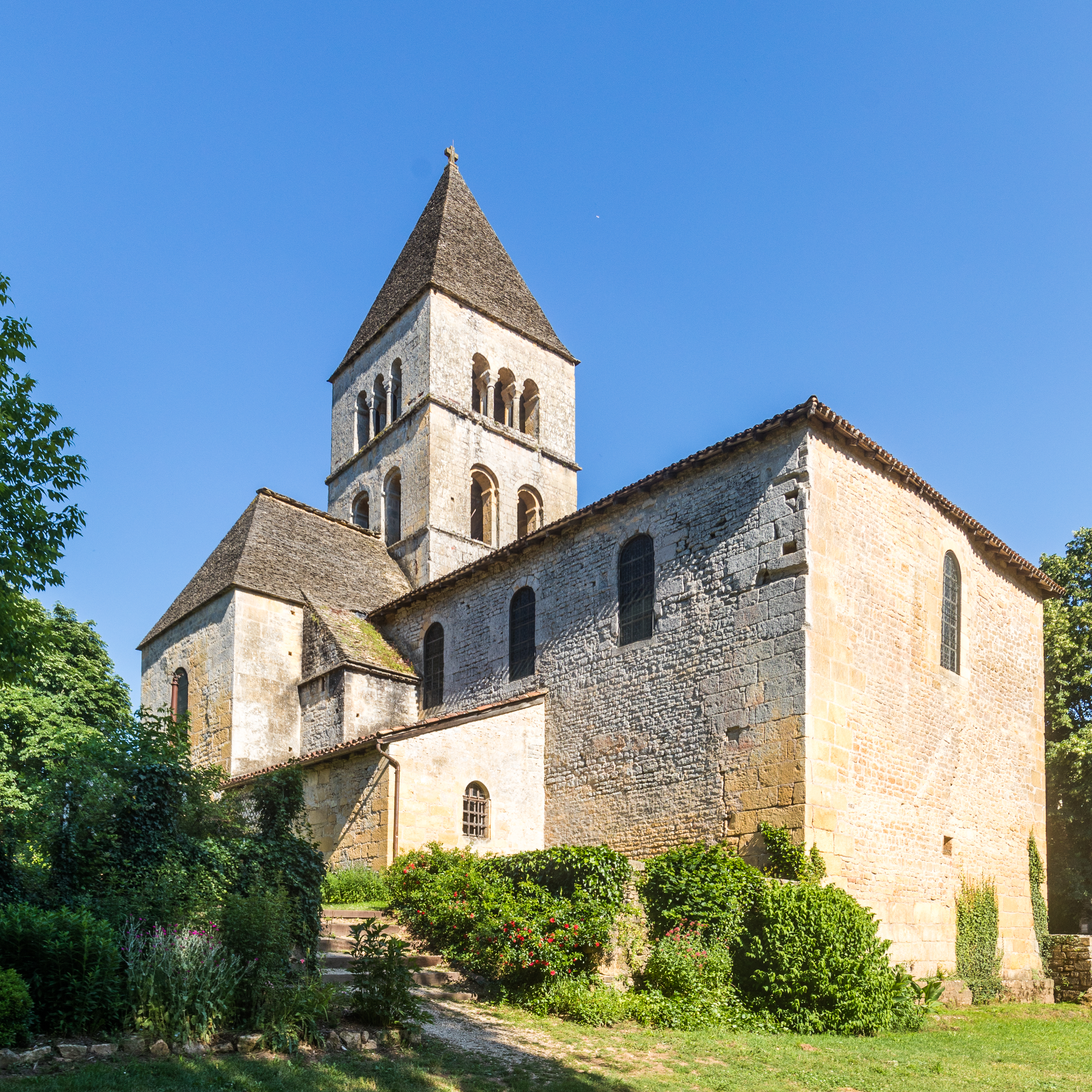
Saint-Léon-sur-Vézère, Schiff 10. Jh., von N-W

Die östliche Baugruppe aus Querhaus, dem Vierungsturm, der Chorapsis und den beiden Chorkapellen stammt aus der Frühromanik des 11. Jahrhunderts.
Im 12. Jahrhundert gründete man ein kleines Priorat, dessen Mönche dem Benediktinerorden angehörten, und zum ersten Mal im Jahr 1153 schriftlich dokumentiert worden ist. Das Priorat, dessen Kirche nunmehr Prioratskirche wurde, war von der Diözese Sarlat abhängig. Einer ihrer ersten Bischöfe wurde der damalige Prior von Saint-Léon, Guillaume de Sendreux. Die ehemaligen Gebäude des Klosters haben offensichtlich die Religionskriege im 16. Jahrhundert und deren Verwüstungen nicht überstanden und wurden danach nicht wieder aufgebaut.
Bei einem Hochwasser der Vésère im Jahr 1961 wurde die Kirche stark beschädigt. Die darauf folgenden Restaurierungen haben das Gebäude im Sinne der Denkmalpflege vorbildlich wiederhergerichtet.

## Bauwerk

### Grundriss
Abmessungen zirka:
- Gesamtlänge über alles: 33,45 m

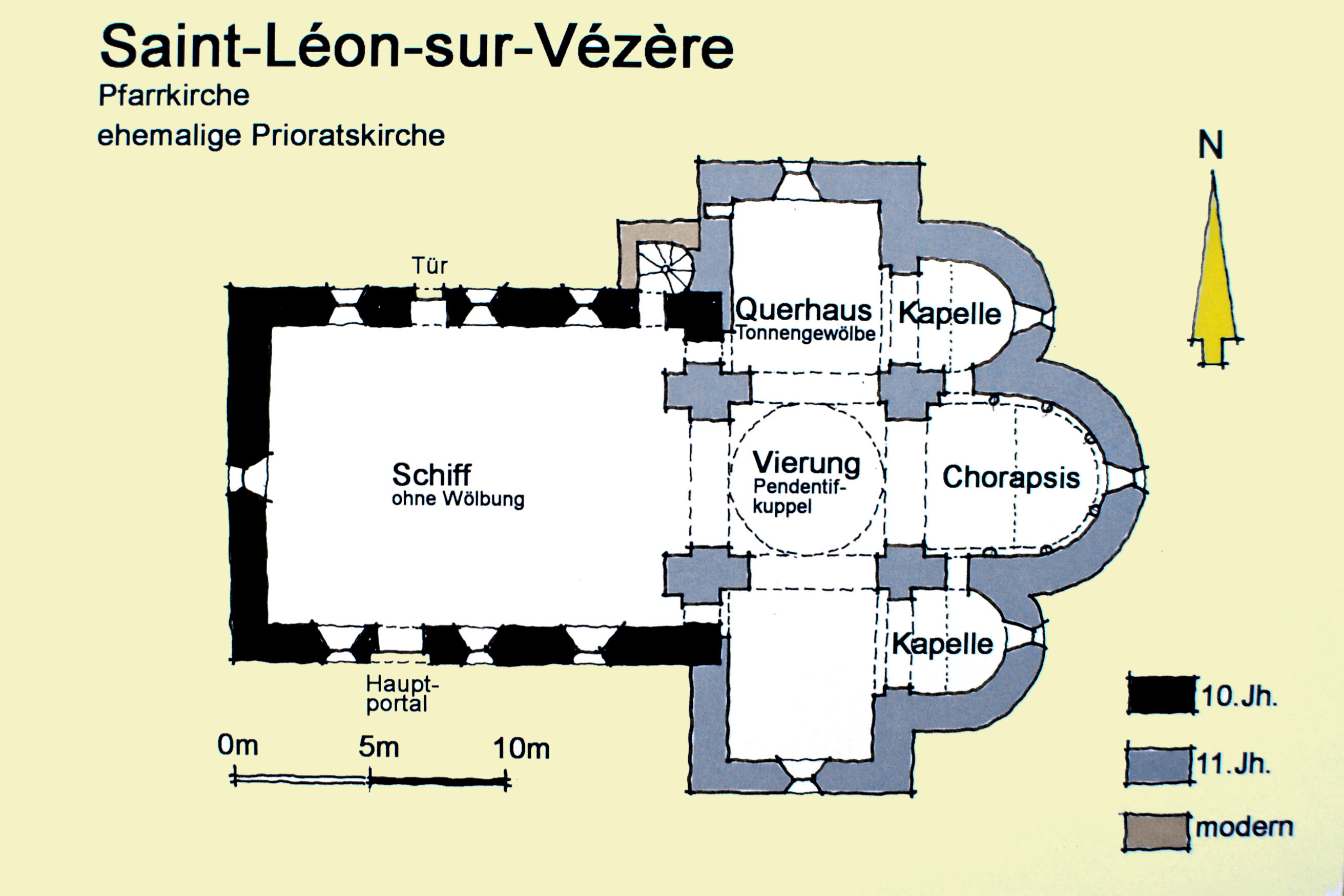
Saint-Léon-sur-Vézère, Grundriss

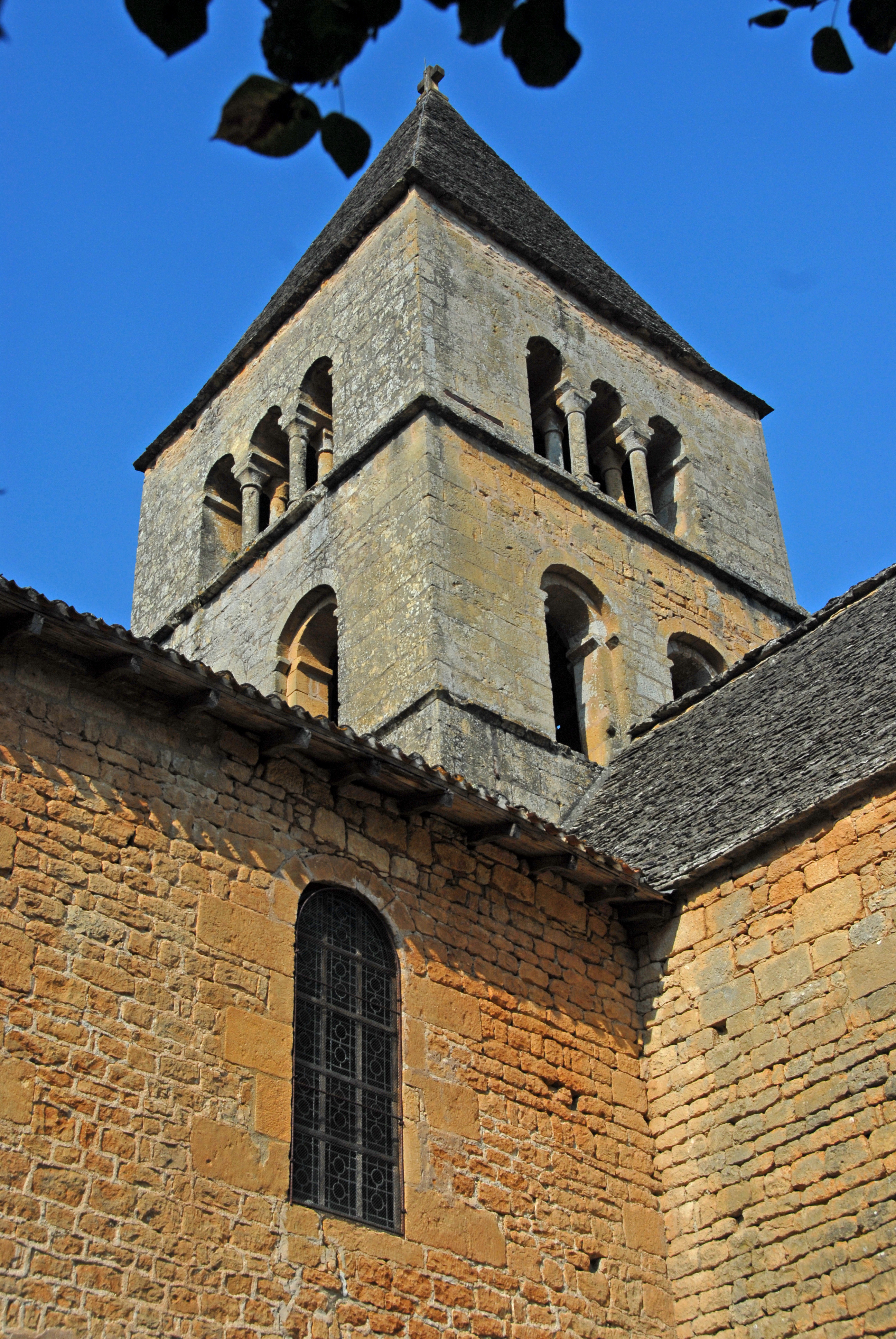
Saint-Léon-sur-Vézère, Vierungsturm, von S-W

- Gesamtbreite über alles (Querschifflänge): 23,10 m
- Schiffbreite: 13,60 m
- Schifflänge: 16,70 m

### Äußere Gestalt

#### Hauptschiff

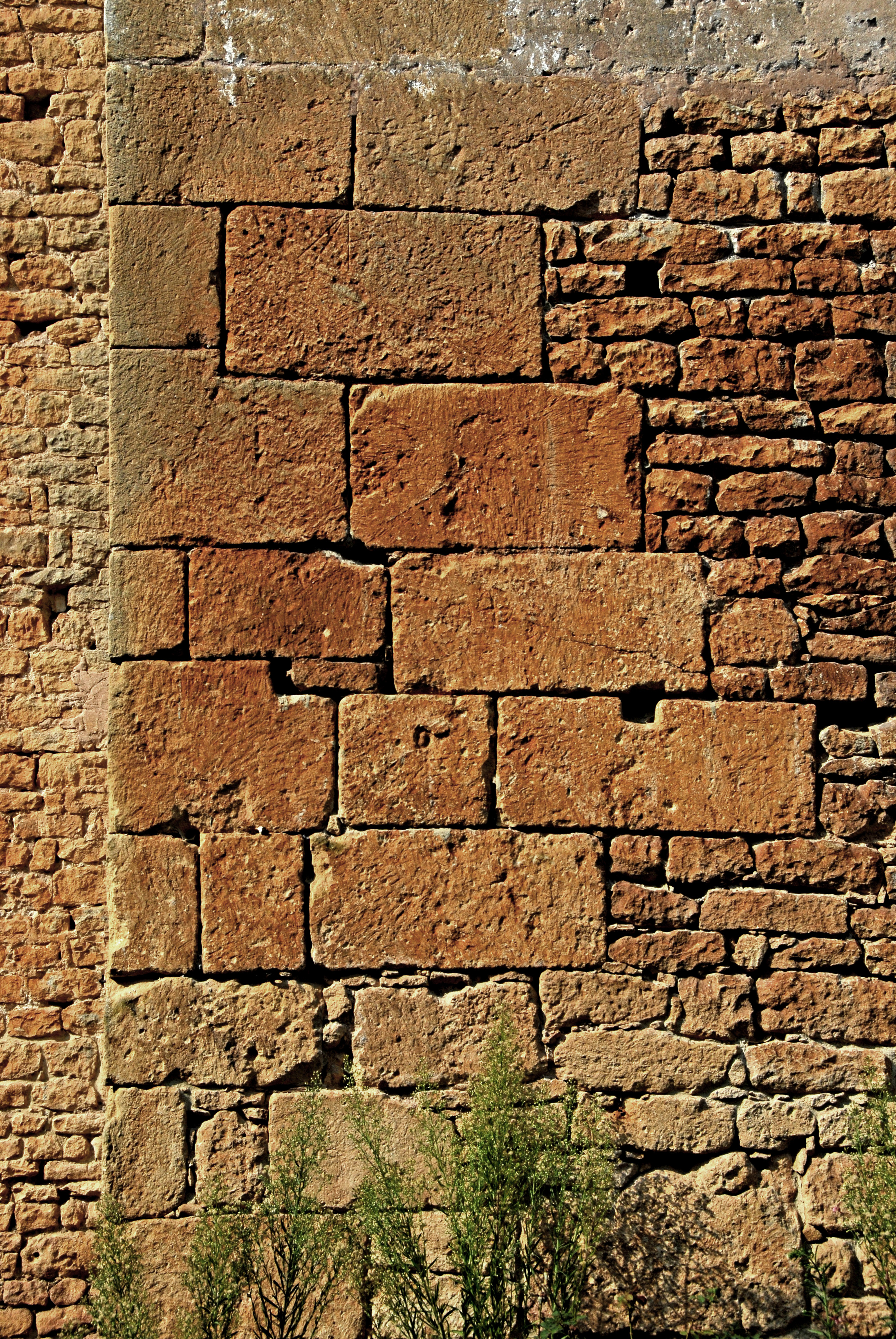
Saint-Léon-sur-Vézère, Gebäudeecke aus Blocksteinen

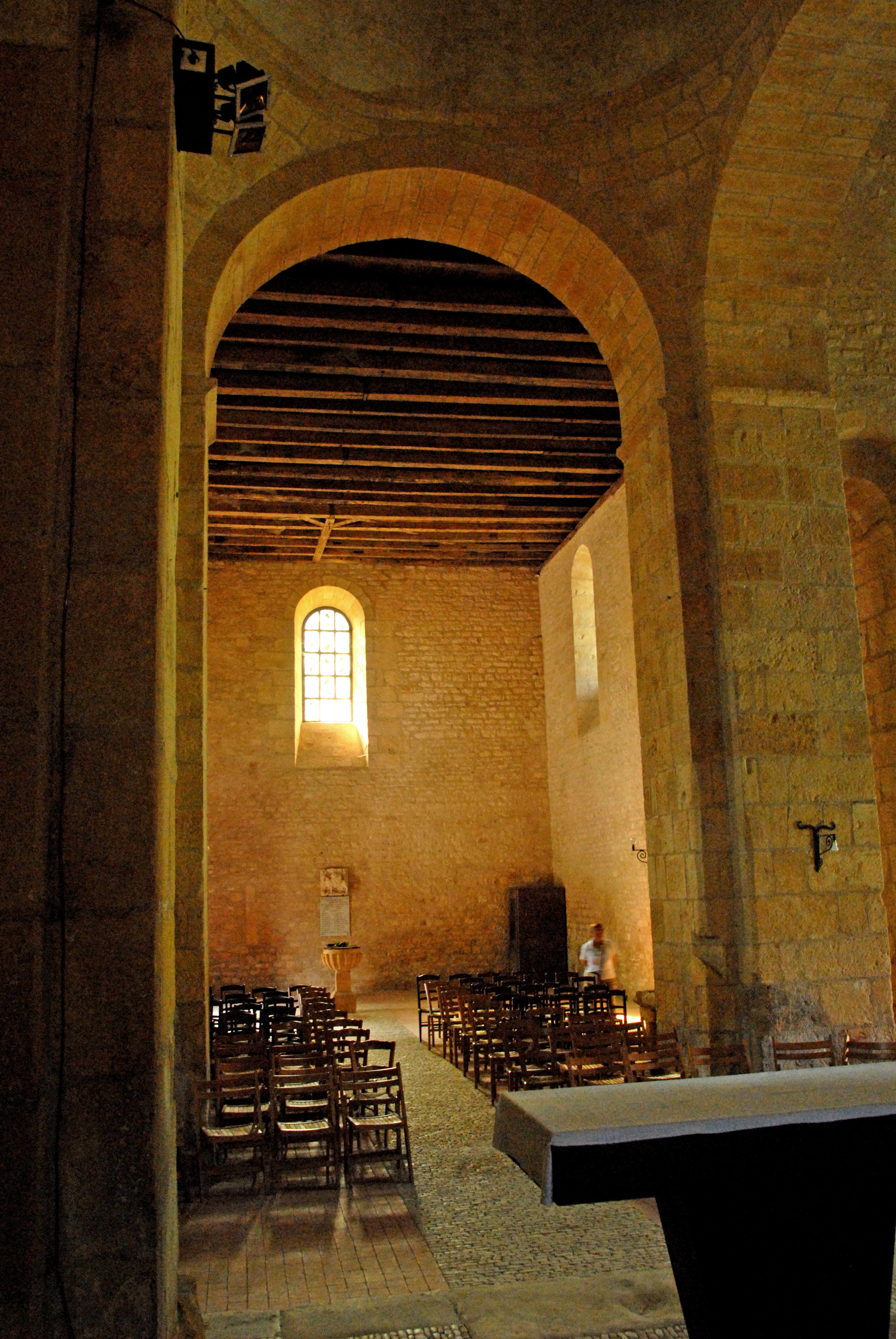
Saint-Léon-sur-Vézère, Schiff, vom Chor aus

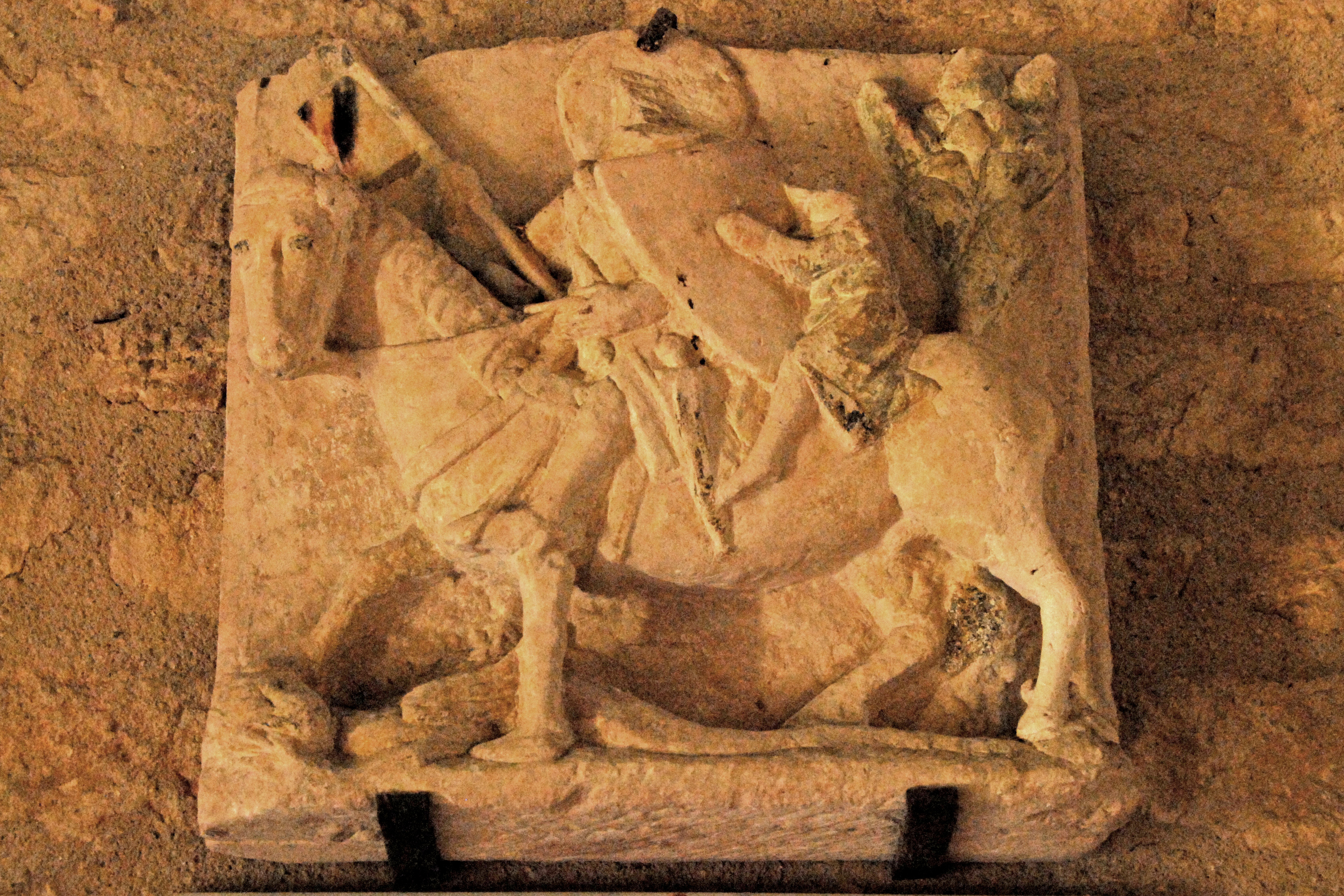
Saint-Léon-sur-Vézère, Ritter mit Sozius

Das Hauptschiff aus der Vorromanik zeigt auch nach außen hin an, dass es keine Steineinwölbungen und keine Unterteilungen in Joche enthält. Es gibt an den recht hohen Wänden keine Pfeilervorlage. Auch hier sind die einzigen Gestaltungselemente je drei Fenster mit Rundbögen auf den Längsseiten im oberen Bereich, das Hauptportal auf der Südseite, und eine kleinere Tür auf der Nordseite. Der Westgiebel ist in der Mitte von einem etwas größeren Fenster durchbrochen. Hier reicht das Mauerwerk um gut zwei Meter tiefer hinunter, auf die Böschung des Flussufers, mit einem nach außen abgestuften Fundament.
Die Gebäudeecken des Schiffs, die unmittelbare Fensterumgebung und der unteren Bereich der Giebelwand besteht aus großen Blocksteinen, die von Steinmetzen exakt zugerichtet und auf den Sichtseiten geglättet und sauber vermauert wurden. Sie reichten in die Wandflächen, in Schichten untereinander wechselnd, mal mehr, mal weniger tief hinein, damit sich mit dem anschließenden Mauerwerk ein schlüssiger Verband herstellen ließ. Auch die präzise geformten und gefügten Keilsteine der Türen und Fenster zeugen von hoher Professionalität. Die übrigen Wandflächen sind aus kleineren Bruchsteinen gemauert, überwiegend in durchlaufenden Schichten, aber in wechselnden Höhen. Die Steinformate sind nur durch einfachen Hieb ober- und unterseitig auf gleiche Höhe gebracht worden, und auf den Sichtseiten grob bearbeitet. Auf der Giebelwand zum Fluss hin erkennt man Unregelmäßigkeiten in den Mauerwerksstrukturen oder Im Fugenbild, teilweise sehr hoch hinaufreichend. Hier könnten einmal Ausbesserungen größerer Schäden, durch Einsturz von Wandteilen, erforderlich geworden sein, verursacht durch Hochwasser oder durch Kriegseinwirkungen.
Das Satteldach des Schiffs ist gegenüber den anderen Dächern relativ flach geneigt, und auf der Giebelseite abgewalmt. Dadurch entstand allseitig eine Traufe, deren Dachüberstand hier ausgesprochen weit hinausreicht, mit sichtbaren Sparrenköpfen. Das Dach des Schiffs ist eingedeckt mit roten Hohlziegeln, im römischen Format.

#### Querhaus, Apsiden und Vierungsturm

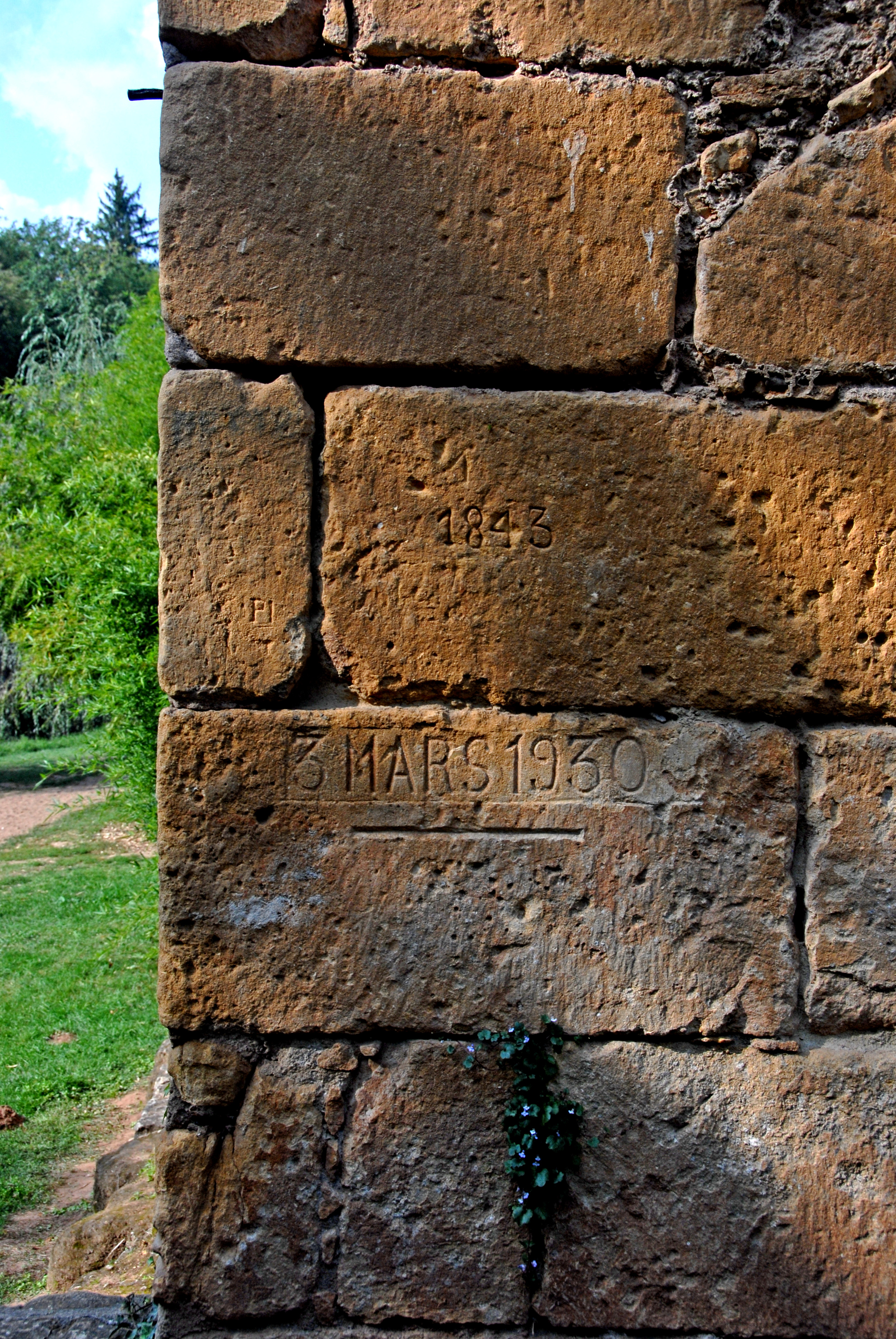
Saint-Léon-sur-Vézère, Hochwassermarke 1930

Um die quadratische Vierung, die als Vierungsturm in gleicher Dimension aufragt, gruppieren sich die beiden Querhausarme und der Chor, alle in der gleichen Breite. Diese vier Bauelemente treffen sich auf den vorderen beiden Vierungsecken auf einer senkrechten Linie. Da die Traufhöhen von den Querhausarmen und dem Chor gleich sind, treffen sich auch die Traufen auf dieser Linie. Die Traufhöhen stimmen auch mit der des Schiffs überein. Sie überdecken Satteldächer, mit Walmen über den Giebeln. Der Chor und die Kapellen tragen Satteldächer mit halben Kegeldachflächen über den eigentlichen Apsis-Rundungen. Die Dachneigungen betragen um 50 Grad.
Der Turm besteht aus einem Sockel, dessen schmales Kraggesims von den Firsten der Querhausarme und des Chors um circa 50 cm überragt wird. Er wird darüber verlängert um zwei nicht sehr hohe Geschosse, die untereinander von einem doppelt profilierten Kraggesims unterteilt werden. In diesem Bereich befindet sich im Innern die Glockenstube. Im unteren Geschoss stehen auf dem Gesims auf jeder Turmseite zwei schlanke rundbogig überdeckte Fensteröffnungen auf, mit einem dreiseitigen Kantenrückversatz und einfach profilierten Kämpfern am Bogenübergang, die denen innerhalb der Vierung ähneln. Im gleich hohen Geschoss darüber stehen die Fensteröffnungen wieder auf dem Gesims auf, hier sind es jedoch jeweils drei, etwas kleiner als die darunter. Die drei Bögen sind arkadenförmig gereiht und werden untereinander durch schlanke zylindrische Säulenpaare (hintereinander) mit skulptierten Kapitellen getrennt. Diese Formgebung deutet auf eine spätere Erhöhung des Turms um dieses Geschoss hin. Der Turmhelm wird abgedeckt durch ein um 50 Grad geneigtes Kegeldach, dessen First von einem steinernen lateinischen Kreuz gekrönt wird.

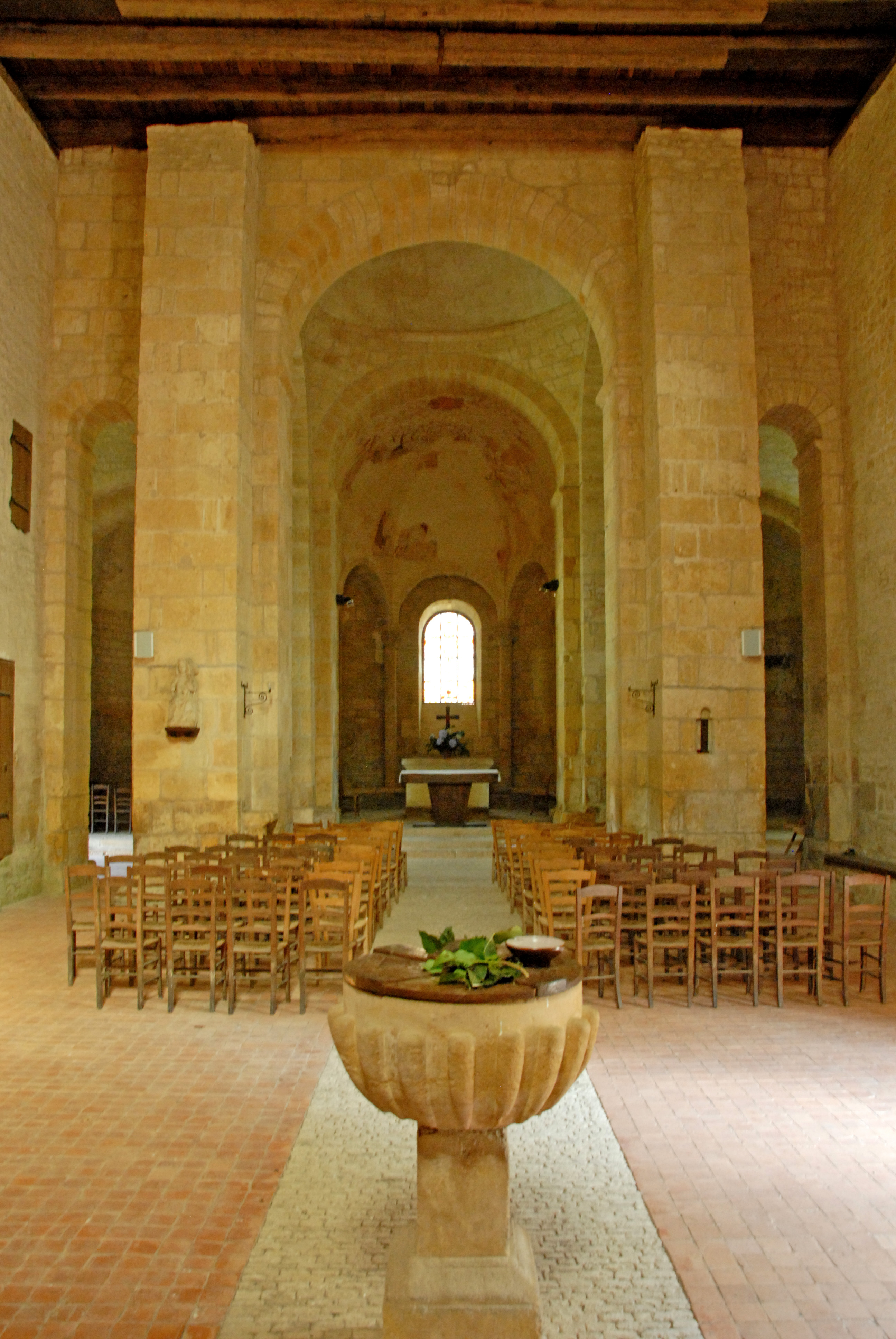
Saint-Léon-sur-Vézère, im Schiff, Vierungswand

Alle Dächer diese Baugruppe sind mit schweren Kalksteinplatten aus dem Périgord-Noir in dunkelgrauer Tönung eingedeckt. Die Traufausbildung besteht zunächst aus einer Lage flacher Dachsteinplatten, die waagerecht auf den Mauerwerkskronen aufliegen und über die Wandoberfläche um circa 15–20 cm auskragen. Darüber beginnen die schräg verlegten Dachsteine der Dacheindeckung unmittelbar auf den Außenkanten der Kragsteine.
Das Mauerwerk der Wände hat große Ähnlichkeit mit dem des Schiffs. Auch hier sind die Kanten des Gebäudes und der Fensteröffnungen mit großformatigen und geglätteten Blocksteinen gemauert. Hinzu kommen die gerundeten Wandflächen der Apsiden, die bis über die Fenster aus Mauerwerk mit großen Blocksteinen bestehen. Darüber wird das Schichtenmauerwerk kleinformatiger, wie auch auf den planen Flächen des Querhauses. Die Wände des Turms, zeigen vergleichbare Mauerwerksformante und -verbände.
Das Steinmaterial des ganzen Bauwerks stammt vermutlich aus demselben Steinbruch. Die Farben der Buntsandsteine sind überwiegend hellorange, nuancieren aber auch nach beige und bräunlich.

### Inneres

#### Hauptschiff
Das Hauptschiff aus der Vorromanik besticht durch seine klaren Proportionen des einfachen Saales ohne jegliche Unterteilung in Schiffe und Joche. Seine Breite beträgt 12,85, seine Länge 15,20 Meter und sein lichte Höhe gut 8,00 Meter. Die einzigen Accessoires der Seitenwände bilden jeweils drei Fenster, die mit ihren Rundbögen fast gegen die Decke stoßen. Ihre Gewände sind allseitig abgeschrägt. Auf der Südwand befindet sich das Hauptportal und auf der Nordwand eine zweite, aber kleinere Tür. Die westliche Giebelwand verzichtet auf ein Portal, weil dort die Böschung des Ufers der Vésère anschließt. Diese Wand weist lediglich ein Fenster auf, etwas größer und in Höhenlage der Fenster der Schiffseiten.
Das Mauerwerk der Wände des Schiffs besteht aus Bruchsteinen, rechtwinklig zugerichtet, und sichtseitig grob bearbeitet, in unterschiedlich hohen Schichten vermauert, die aber in gleicher Schichthöhe über die Wände durchlaufen. Die Fensterleibungen und deren oberflächenbündige Mauerkanten sind aus großen Natursteinen hergestellt, vom Steinmetz exakt zugerichtet und geglättet. Die Mauerwerk-Oberflächen sind mit einer lasierenden Schlämme im Farbton Hell-Beige überzogen worden.

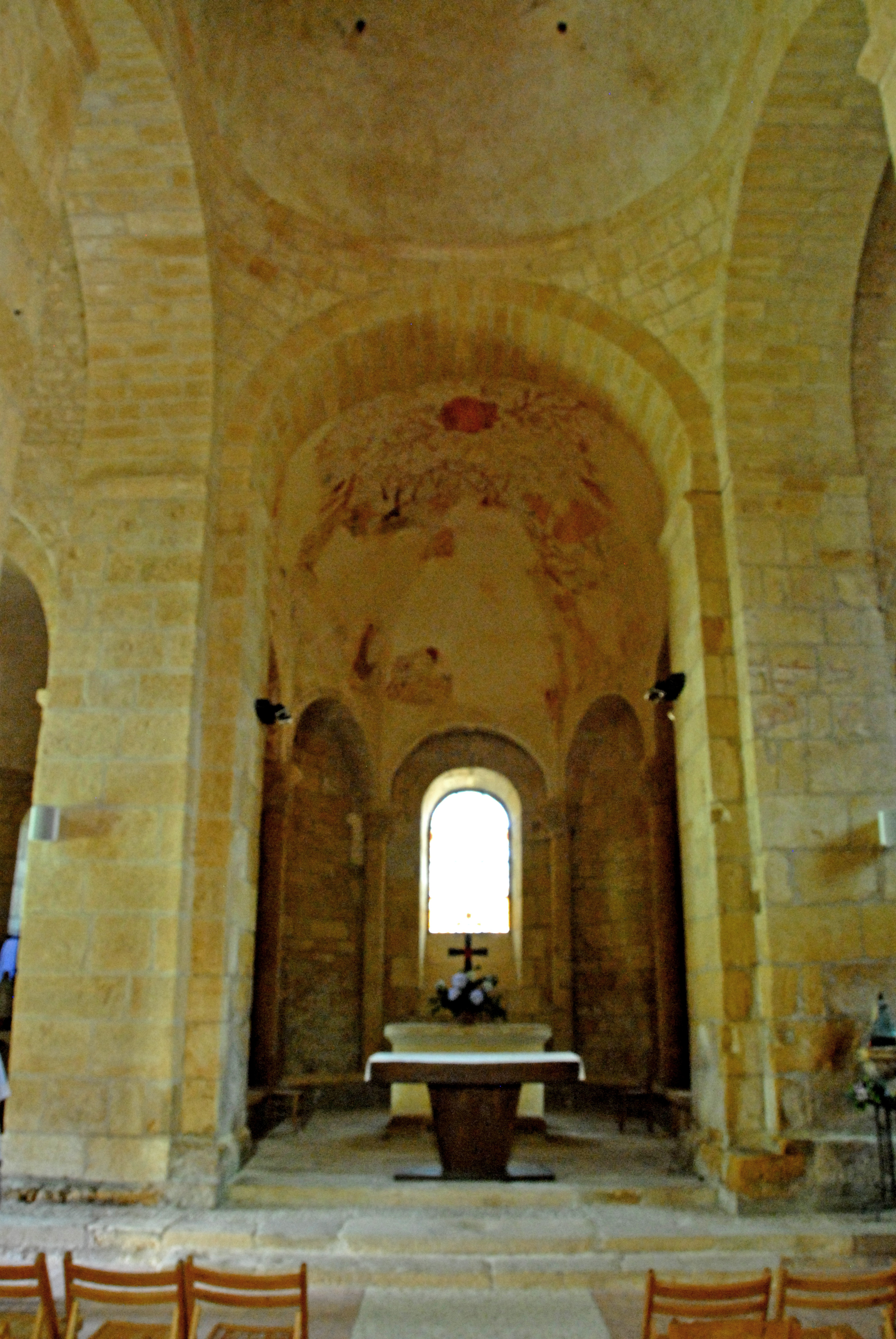
Saint-Léon-sur-Vézère, Chor

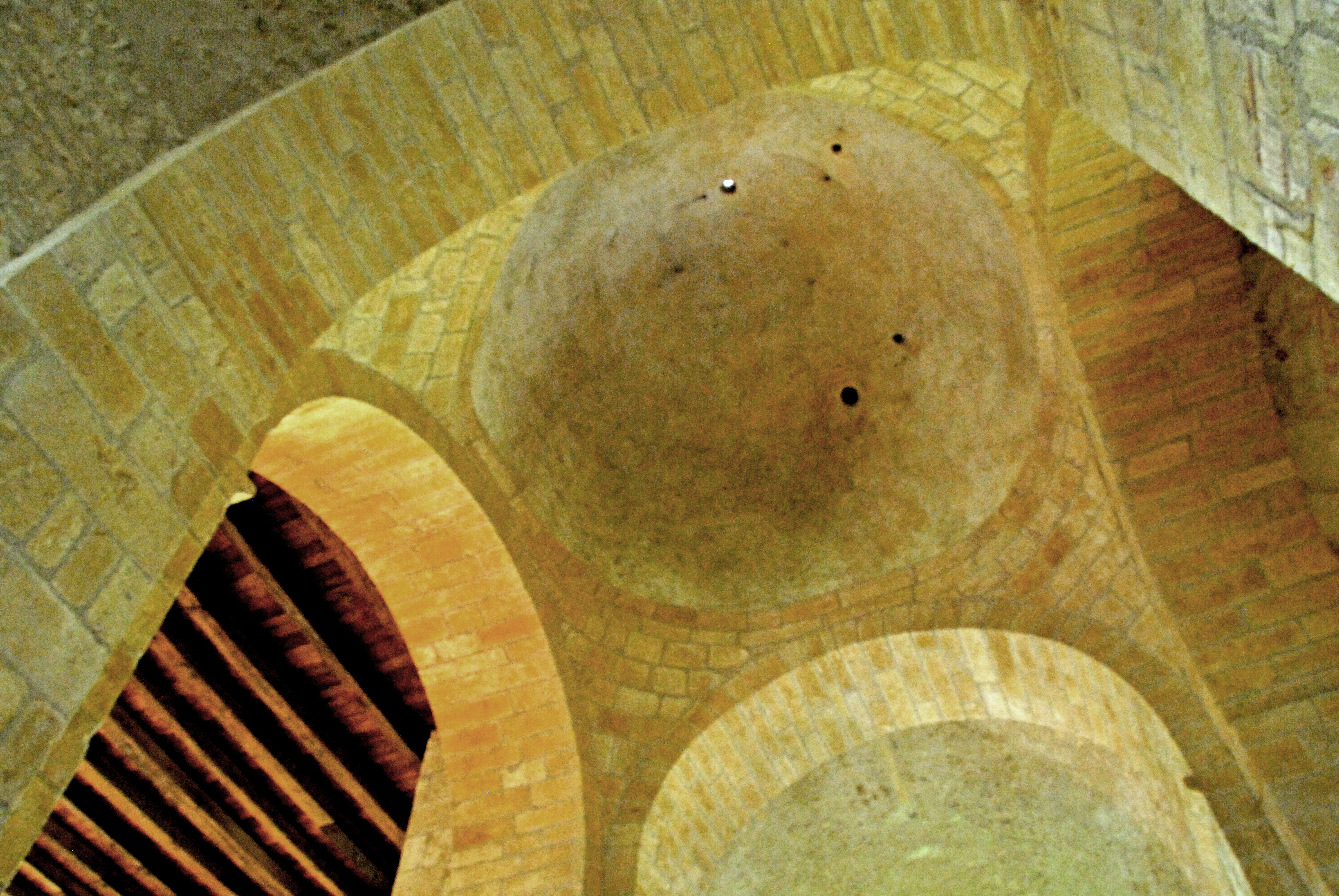
Saint-Léon-sur-Vézère, Vierung mit Pendentifkuppel

Die Decke des Schiffs besteht aus einer waagerechten auf die Seitenwände aufgelegten Holzbalkenlage, auf denen oberseitig eine Schalung aus Holzbrettern aufliegt. Die Holzoberflächen wurden dunkelbraun lasiert.
Der Fußboden ist mit roten Ziegelsteinen, im Format von Mauerziegeln, belegt. Die Längsachse des Schiffs markiert ein etwa 1,5 m breiter Streifen aus hellgrauen, rechteckigen Steinen, der bis vor den Chorraum reicht.
Wie die Kopfseite des Schiffs im 10. Jahrhundert ausgesehen hat, darüber geben weder die Örtlichkeit, noch die Quellen Auskunft. Man könnte spekulieren, dass sich an Stelle der späteren Vierung dort eine Chorapsis befunden hat.
Der heutige Aufbau der Stirnwand, deren Bauelemente eigentlich schon zum Querhaus gehören, wirkt zunächst etwas seltsam. Als Erstes fallen zwei wuchtige, im Grundriss rechteckige Pfeilervorlagen auf, die über die gesamte Raumhöhe reichen, und zu den Wänden des Schiffs nur einen geringen Abstand, etwa in Pfeilerbreite, aufweisen. Ein wenig schmaler, als der Abstand der Pfeiler untereinander, ist der rundbogig überdeckte Durchlass in die Vierung, dessen Scheitel knapp einen Meter unter die flache Decke hinaufreicht. Weitaus geringer ist die Scheitelhöhe der mit 70 cm Breite äußerst schlanken Durchlässe vom Schiff in die Querhausarme. Die Bedeutung dieser seltsamen schlitzartigen Öffnungen ist kaum zu erklären.
Vielleicht haben die Baumeister des 11. Jahrhunderts, für die inzwischen die Steinüberwölbung von Kirchenräumen Standard war, schon daran gedacht, dass auch hier einmal für das Schiff Steingewölbe in Aussicht stehen würden. Die verhältnismäßig große Spannweite des von ihnen vorgefundenen Schiffs ließ jedenfalls ein Tonnengewölbe über die ganze Breite nicht zu. Für eine Unterteilung in nutzbare drei Schiffe war sie wiederum zu klein. Die Baumeister planten und realisierten daher ein Querhaus, mit einer Gesamtlänge und einer Vierung, die den Anschluss eines neuen Langhauses, mit einer vernünftigen Breite des Mittelschiffs und zweier Seitenschiffe, alle stein- überwölbt, ermöglicht hätte. Die heutigen Schlitzdurchlässe sind also vermutlich Provisorien, die beim Anbau eines „moderneren“ Langhauses nur hätten erweitert werden müssen. Dazu ist es aber nicht mehr gekommen.

#### Querhaus und Apsiden
Das Ensemble der östlichen Baugruppe, aus Querhaus, seinen drei Apsiden und dem Vierungsturm, entstand in der Frühromanik, und kommt mit verhältnismäßig wenigen Schmuckelementen aus.
Dem Anbau des Querhauses an das Schiff mussten zunächst dessen Stirnwand und eventuell die vorhandene Chorapsis weichen. Das Langhaus ist 20,50 m lang und 5,30 m breit. Die Vierung umschließt ein Quadrat von 5,70 × 5,70 m. In ihren Ecken ragen vier massive Pfeiler auf, deren Querschnitte im Grundriss rechtwinklige angenäherte Kreuzformen aufweisen. Von Pfeiler zu Pfeiler spannen sich Rundbögen, auf denen die Wände des Vierungsturms aufragen. Alle Übergänge zwischen Wandpfeilern und den Rundungen der anschließenden Bögen, werden nur auf deren Außenseite mit leicht auskragenden, einfach profilierten Kämpfern markiert. Das gilt auch für die Bögen der Kapellen.
Die Querhausarme werden von Tonnengewölben in deren Längsrichtung überdeckt. Die Vierung wird von einer Halbkuppel überwölbt, mit einem Durchmesser, in Seitenlänge des inneren Quadrats der Vierung. Von den Ecken der Vierung leiten vier Pendentifs (Hängezwickel) zum höheren kreisrunden Rand der Kuppel über. Das Langhaus wird von je einem Fenster in den Giebelwänden seiner Arme direkt belichtet.

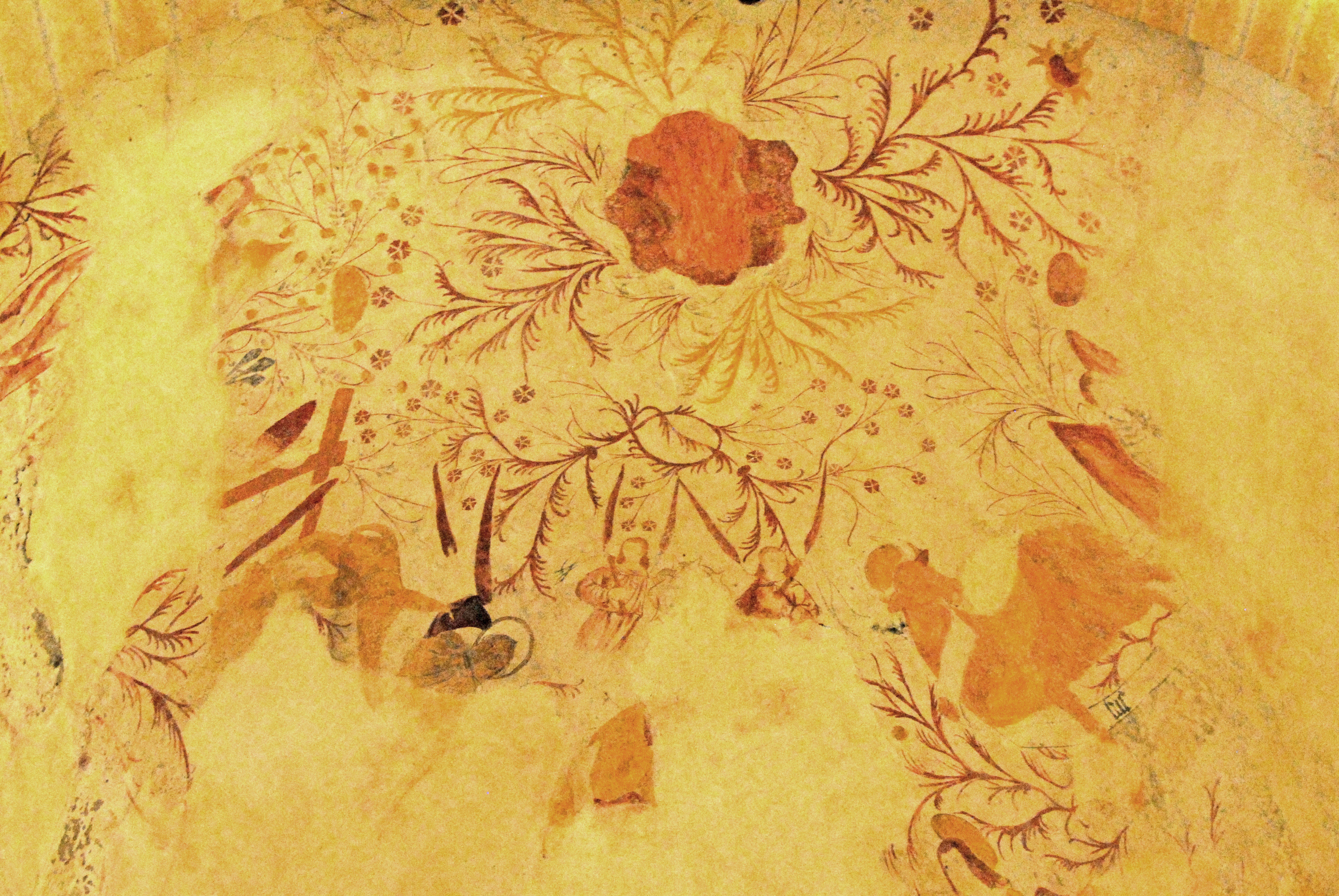
Saint-Léon-sur-Vézère, Putzmalerei, Gewölbe Chorapsis

Der Triumphbogen zwischen Vierung und Chor hat die gleiche Dimension wie die übrigen Vierungsbögen. Der Chorraum inklusive halbkreisrunder Apsis ist 5,80 m breit und 7,90 m lang. Der erste Abschnitt ist mit einer Tonne überwölbt, an die im Bereich der Apsisrundung ein Gewölbe in Form einer Kalotte unmittelbar anschließt. Die Chorwölbung erhebt sich über einem Kranz von sieben Blendarkadenbögen, die sich auf sechs schlanken zylindrischen Säulen mit skulptierten Kapitellen abstützen. Bei diesen Schmuckelementen könnte es sich um eine spätere Zutat handeln. Das einzige Fenster im Zentrum der Apsis besitzt nicht mehr seine ursprünglich kleinere Dimension, aber immerhin einen Rundbogen.
Die sich in den Querhausarmen nach Osten hin öffnenden Kapellen haben inklusive ihrer Apsiden eine Dimension von 3,80 × 4,50 m. Auch sie besitzen eine Wölbung aus einer Tonne und anschließender Kalotte. Allerdings gibt es darin keinen Arkadenschmuck. Beide Kapellen werden mit dem Chor durch je einen Türdurchlass verbunden. Im Chor, wie auch in der südlichen Kapelle wurden Reste von romanischer Putzmalerei freigelegt, die heute noch recht farbkräftig strahlen.